# 小坂佳隆
小坂 佳隆（こさか よしたか、1935年10月12日 - 1987年3月1日）は、神奈川県出身で、広島カープに在籍したプロ野球選手（二塁手）。愛称は「ピョンちゃん」。

## 経歴
法政二高では2年生の時、二塁手として1952年の夏の甲子園にチーム初出場を果たす。1回戦で岡田守雄、川崎啓之介らのいた新宮高に敗退。1年上のチームメートに中堅手の斎田忠利（大映）、同期に一塁手の中村忠男（広島）がいた。翌1953年夏も県予選決勝に進むが、慶応高に敗れる。
卒業後は斎田と同じく法政大学に進学。東京六大学野球リーグでは優勝に届かなかったが、1年生の秋季リーグから強肩俊足の二塁手として活躍し、当時の東京六大学野球で戦後最高の二塁手と呼ばれるほどのスター選手だった。リーグ通算98試合出場、344打数74安打、打率.215、0本塁打、24打点。ベストナイン1回。
1958年にこの当時まだ田舎球団であった広島カープが、広島初のスター選手として獲得した。引退した金山次郎の後継として、1年目から二塁手として活躍、規定打席（20位、打率.235）にも達する。1962年には平山智に代わる一番打者として起用され、天才的とも言われた守備でベストナインを獲得。1963年までレギュラーを守るが、翌1964年は故障もあって阿南準郎に定位置を譲る。その後は肉体的な衰えが激しくなり、試合の出番も少なくなった。1965年にわずか30歳で8年の現役生活に別れを告げる。その後監督候補の呼び声もあったが、少しも未練を見せずに球界を去った。その後、地元の横浜市でウナギ屋を営んでいたが、1987年3月1日に脳出血で死去。享年51。

## エピソード
大学時代は名二塁手として鳴らしたことからプロ野球から引く手数多だったが、小坂は多くの有望選手が敬遠した広島をあえて選んだ。スター選手だったと同時に故障も多かったことで野球に真っ当に取り組みたいと考えていた小坂は、誘惑の少ない田舎町の広島について「働き場所としては理想的」と周囲に話していたという。
現役中は「プレーをする上で最も大切なのは集中力である」という信条を持ち、精神集中の為に前衛書道を嗜んだ。尤も、広島県美術展に3年連続で入選するなどの趣味の域を超える腕前だった。また、筆先の動きと打撃の間に共通点を見出してチームメートを驚かせたという。

## 詳細情報

### 年度別打撃成績
| 年 度     | 球 団     | 試 合 | 打 席 | 打 数 | 得 点 | 安 打 | 二 塁 打 | 三 塁 打 | 本 塁 打 | 塁 打 | 打 点 | 盗 塁 | 盗 塁 死 | 犠 打 | 犠 飛 | 四 球 | 敬 遠 | 死 球 | 三 振 | 併 殺 打 | 打 率 | 出 塁 率 | 長 打 率 | O P S |
| --------- | --------- | ----- | ----- | ----- | ----- | ----- | -------- | -------- | -------- | ----- | ----- | ----- | -------- | ----- | ----- | ----- | ----- | ----- | ----- | -------- | ----- | -------- | -------- | ----- |
| 1958      | 広島      | 128   | 527   | 477   | 42    | 112   | 20       | 4        | 4        | 152   | 41    | 14    | 9        | 8     | 3     | 35    | 2     | 4     | 68    | 6        | .235  | .293     | .319     | .611  |
| 1959      | 広島      | 95    | 386   | 349   | 46    | 97    | 12       | 2        | 6        | 131   | 40    | 22    | 7        | 3     | 1     | 29    | 0     | 4     | 40    | 2        | .278  | .340     | .375     | .716  |
| 1960      | 広島      | 112   | 400   | 371   | 26    | 88    | 9        | 5        | 5        | 122   | 32    | 10    | 6        | 3     | 1     | 22    | 2     | 3     | 65    | 5        | .237  | .285     | .329     | .614  |
| 1961      | 広島      | 111   | 440   | 407   | 29    | 104   | 11       | 3        | 4        | 133   | 27    | 8     | 6        | 12    | 1     | 16    | 0     | 4     | 59    | 7        | .256  | .290     | .327     | .617  |
| 1962      | 広島      | 126   | 500   | 467   | 44    | 117   | 14       | 5        | 3        | 150   | 33    | 16    | 11       | 1     | 2     | 26    | 1     | 4     | 58    | 8        | .251  | .296     | .321     | .617  |
| 1963      | 広島      | 106   | 304   | 277   | 13    | 55    | 12       | 1        | 1        | 72    | 23    | 4     | 2        | 7     | 3     | 16    | 1     | 1     | 38    | 8        | .199  | .245     | .260     | .505  |
| 1964      | 広島      | 69    | 129   | 118   | 5     | 17    | 1        | 0        | 2        | 24    | 12    | 3     | 0        | 2     | 2     | 6     | 1     | 1     | 19    | 4        | .144  | .192     | .203     | .395  |
| 1965      | 広島      | 17    | 16    | 16    | 1     | 3     | 0        | 0        | 0        | 3     | 0     | 1     | 0        | 0     | 0     | 0     | 0     | 0     | 3     | 0        | .188  | .188     | .188     | .375  |
| 通算：8年 | 通算：8年 | 764   | 2702  | 2482  | 206   | 593   | 79       | 20       | 25       | 787   | 208   | 78    | 41       | 36    | 13    | 150   | 7     | 21    | 350   | 40       | .239  | .288     | .317     | .605  |

### 表彰
- ベストナイン：1回 （二塁手部門：1962年）

### 記録
- オールスターゲーム出場：2回 （1959年、1962年）

### 背番号
- 4 （1958年 - 1965年）